# (309206) Mažvydas
(309206) Mazvydas est un petit astéroïde de la ceinture principale intérieure nommé en l'honneur de Martynas Mažvydas.